# وادي مغينمة
وادي مغينمة هو واد في سراة بلقرن في محافظة بلقرن ومن فروع وادي الجوف بالسراة.